# Alliance conservatrice
L’Alliance conservatrice, en anglais et fidjien Conservative Alliance Matanitu Vanua (Alliance conservatrice du Pays de notre Terre, CAMV), est un parti politique fidjien d'extrême-droite fondé en 2001 et dissous en 2006.

## Présentation
Le parti est fondé sur l'île de Vanua Levu en amont des élections législatives de 2001 par les partisans de George Speight, l'auteur du coup d'État ethno-nationaliste autochtone de l'an 2000. Ce coup d'État a échoué et Speight a été emprisonné, mais le pouvoir a été remis à titre transitoire à un banquier de sympathie ethno-nationaliste, Laisenia Qarase, en attendant les élections.
Le parti fait campagne sur sa demande que la Constitution soit abrogée pour qu'une nouvelle constitution réserve le pouvoir politique aux Fidjiens autochtones, et demande la libération de George Speight et des autres auteurs du coup d'État, les qualifiant de héros et de prisonniers politiques. Il obtient six sièges aux élections de 2001, dont l'élection de Speight lui-même depuis sa cellule de prison. Le parti négocie un accord de coalition avec le SDL, le parti de Qarase, pour la formation d'un gouvernement. Il n'obtient ni la libération de Speight (qui perd ainsi son siège de député) et de ses complices, ni la nomination de George Speight au poste de vice-Premier ministre, mais deux députés du CAMV, Ratu Naiqama Lalabalavu et Isireli Leweniqila sont inclus dans le gouvernement, respectivement comme ministre des Terres et des Ressources naturelles et comme ministre de la Jeunesse, de l'Emploi et des Sports. Ratu Rakuita Vakalalabure, le chef du parti, est fait vice-président de la Chambre des représentants.
Rakuita Vakalalabure est condamné en août 2004 à six ans de prison pour son rôle lors du coup d'État, et perd donc son siège de député. Début 2005, Naiqama Lalabalavu est condamné à huit mois de prison pour sa participation (moindre) à ce même événement. Le gouvernement Qarase lui octroie une libération conditionnelle après seulement dix jours de détention, afin de préserver sa majorité parlementaire. Il quitte toutefois son ministère, et Samisoni Tikoinasau, frère de George Speight, y est nommé à sa succession.
Début 2006, le parti se dissout pour fusionner dans le SDL, en amont des élections législatives.

## Liste d'élus
Les députés suivants sont élus à la Chambre des représentants en 2001 avec l'étiquette du CAMV :
| Député | Député               | Circonscription                                | Poste                                              | Remarques |
| ------ | -------------------- | ---------------------------------------------- | -------------------------------------------------- | --- |
|        | Naiqama Lalabalavu   | Cakaudrove-est (siège ethnique autochtone)     | ministre des Terres et des Ressources naturelles   | démissionne car condamné à une peine de prison ferme ; nommé par la suite ministre des Transports (en septembre 2005) |
|        | Isireli Leweniqila   | Macuata (siège ethnique autochtone)            | ministre de la Jeunesse, de l'Emploi et des Sports | |
|        | George Speight       | Tailevu-nord (siège ethnique autochtone)       | -                                                  | perd son siège car en prison                                                                                          |
|        | Manasa Tugia         | Cakaudrove-ouest (siège ouvert : non-ethnique) | simple député                                      | succède en 2004 à Rakuita Vakalalabure comme vice-président du Parlement                                              |
|        | Rakuita Vakalalabure | Cakaudrove-ouest (siège ethnique autochtone)   | vice-président du Parlement                        | perd son poste et son siège car condamné à une peine de prison ferme                                                  |
|        | Josateki Vula        | Bua (siège ethnique autochtone)                | simple député                                      | |

George Speight ne pouvant siéger depuis sa cellule de prison, une élection partielle a lieu dans sa circonscription. Son frère est élu à sa succession :
| Député | Député                      | Circonscription                          | Poste | Remarques |
| ------ | --------------------------- | ---------------------------------------- | ----- | --- |
|        | Samisoni Tikoinasau Speight | Tailevu-nord (siège ethnique autochtone) | -     | nommé ministre des Terres et des Ressources naturelles lorsque Naiqama Lalabalavu est condamné à une peine de prison |